# 毗罗吒
毗罗吒，印度古代史诗《摩诃婆罗多》人物。他是摩蹉国国王，娶妙施为妻，两人育有四子，其中女儿至上公主嫁与阿周那之子激昂为妻，激昂之子继绝在俱卢之战后封为国王。在流放的第十三年，般度族五子中的长兄坚战接受阿周那的建议，带领兄弟来到摩蹉国并在此乔装打扮住下一年。
俱卢之战前，般度族第五子偕天希望毗罗吒任主帅，但坚战提名猛光。战争期间，他代表般度族一方作战，最终被敌将德罗纳击败。